# 王汝圻
王汝圻（1878年8月13日—1932年3月），字甸伯，江蘇省阜寧縣人，日本早稻田大學政治經濟科畢業，法政科進士。

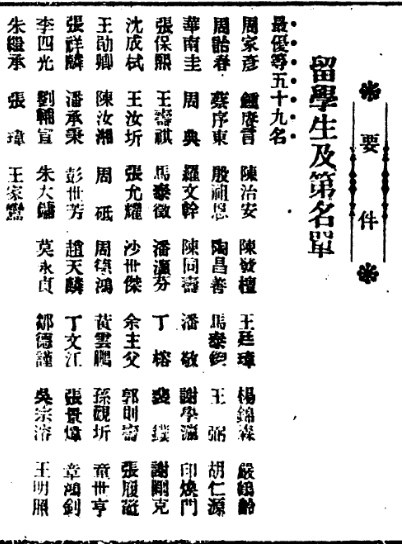

## 生平[4]
- 宣統三年（1911年）九月，經學部驗看考試，得82分[5]，列最優等，賞給法政科進士。[6]
- 第一屆眾議院議員。
- 江蘇公立法政專門學校校長[7]。
- 民國十六年，上海法政學院教授[8]
- 民國二十一年夏卒，年五十五，子一克定。